# Балабин, Виктор Петрович
Виктор Петрович Балабин (1812—1864) — русский дипломат, посол в Австрии. Тайный советник, камергер.

## Биография
Родился 24 июля (5 августа) 1812 года в семье П. И. Балабина (1776—1855). Мать, Варвара Осиповна, дочь французского эмигранта Де Пари, увлекалась литературой и многие видные литераторы столицы посещали её домашний кружок. Был крещён 1 августа в Исаакиевском соборе; в числе восприемников была княгиня В. А. Шаховская.
Окончил курс в Благородном пансионе при Петербургском университете (1830) и в 1832 году поступил на службу в Коллегию иностранных дел. С 1835 года — переводчик в Департаменте внутренних дел, затем младший секретарь русского посольства в Париже: в 1842—1852 годах служил под началом посланника Н. Д. Кисёлева.
Затем был старшим секретарём миссии в Константинополе (1852—1853) и советником посольства в Париже (1856—1858). В 1856 году получил почётное звание камергера.
В 1858—1860 гг. находился в Австрии с особым поручением, а в 1860—1864 гг. был посланником, затем послом в Вене; с 17 апреля 1862 года — тайный советник. Разделял неприязнь министра иностранных дел А. М. Горчакова к Австрии и был сторонником сохранения и распространения славянофильских идей в Центральной и Юго-Восточной Европе.
Его написанный по-французски дневник «Journal de Victor Balabine, secretaire de l'ambassade de Russie. Paris de 1842 a 1852: La cour - La societe - Les moeurs» («Дневник Виктора Балабина, секретаря посольства России. Париж, 1842—1852: Двор – Общество – Нравы)»] был опубликован в 1914 году Эрнестом Доде.
Умер в Дрездене 4 (16) ноября 1864 года «от нервного удара»; похоронен в Троице-Сергиевской лавре.